# Michaela Drummond
Michaela Drummond (Te Awamutu, 5 de abril de 1998) é uma desportista neozelandesa que compete no ciclismo na modalidade de pista, especialista na prova de perseguição por equipas. Ganhou duas medalhas de bronze no Campeonato Mundial de Ciclismo em Pista, nos anos 2017 e 2019.

## Medalheiro internacional
| Campeonato Mundial | Campeonato Mundial  | Campeonato Mundial | Campeonato Mundial      |
| Ano                | Lugar               | Medalha            | Competição              |
| ------------------ | ------------------- | ------------------ | ----------------------- |
| 2017               | Hong Kong ( China)  | Medalha de bronze  | Perseguição por equipas |
| 2019               | Pruszków ( Polónia) | Medalha de bronze  | Perseguição por equipas |

1. ↑  Competiu na rodada de classificação.

## Palmarés
- 2019
  - 3.ª no Campeonato da Nova Zelândia em Estrada [2]